# Jair Marrufo
Jair Antonio Marrufo (El Paso, Texas, 7 juni 1977) is een Amerikaans voetbalscheidsrechter van Mexicaanse afkomst. Hij was in dienst van de FIFA en CONCACAF tussen 2007 en 2021. Ook leidt hij wedstrijden in de Major League Soccer.
Op 8 april 2007 leidde Marrufo zijn eerste wedstrijd in de Amerikaanse eerste divisie. De wedstrijd tussen Real Salt Lake en FC Dallas eindigde in een 2-2 gelijkspel. Hij gaf in dit duel vier gele kaarten, gelijk verdeeld over beide partijen. Eén jaar later, op 1 oktober 2008 floot Marrufo zijn eerste wedstrijd in de CONCACAF Champions League. Deportivo Saprissa en CD Marathón troffen elkaar in de eerste ronde (2-1). Marrufo gaf aan Marathón tweemaal een gele kaart.
Op 25 april 2009 heerste er controversie rondom het scheidsrechterlijke werk van Marrufo, omdat hij na het duel tussen Columbus Crew en Chicago Fire (2-2 gelijkspel) een shirt ontving van de Mexicaanse aanvaller van Chicago Fire, Cuauhtémoc Blanco. Hij werd op 1 september van dat jaar geschorst voor de rest van het kalenderjaar, vanwege zijn tegenvallende prestaties dat seizoen. Op 5 februari 2010 kreeg hij te horen dat hij niet in aanmerking kwam voor een plek als scheidsrechter op het WK 2010.
Marrufo werd aangesteld als scheidsrechter op de Olympische Zomerspelen in 2008. Hij was tevens actief in het kwalificatietoernooi voor het WK 2014. In maart 2013 noemde de FIFA Marrufo een van de vijftig potentiële scheidsrechters voor het Wereldkampioenschap voetbal.

## Interlands
| Datum             | Plaats                       | Wedstrijd                      | Uitslag | Competitie                | Kreeg geel | Kreeg voor de tweede keer geel en dus rood | Weggestuurd |
| ----------------- | ---------------------------- | ------------------------------ | ------- | ------------------------- | ---------- | ------------------------------------------ | ----------- |
| 25 maart 2007     | Fort Lauderdale, VS          | El Salvador – Honduras         | 0 – 2   | Vriendschappelijk         | 1          | 0                                          | 0           |
| 24 mei 2007       | East Rutherford, VS          | Ecuador – Ierland              | 1 – 1   | Vriendschappelijk         | 2          | 1                                          | 0           |
| 13 september 2007 | Toronto, Canada              | Canada – Costa Rica            | 1 – 1   | Vriendschappelijk         | 3          | 1                                          | 0           |
| 17 oktober 2007   | Lautoka, Fiji                | Fiji – Nieuw-Zeeland           | 0 – 2   | WK 2010 kwalificatie      | 3          | 0                                          | 0           |
| 31 maart 2008     | George Town, Kaaimaneilanden | Kaaimaneilanden – Bermuda      | 1 – 3   | WK 2010 kwalificatie      | 6          | 0                                          | 0           |
| 7 juni 2008       | Foxborough, VS               | Brazilië – Venezuela           | 0 – 2   | Vriendschappelijk         | 3          | 0                                          | 0           |
| 22 juni 2008      | San José, Costa Rica         | Costa Rica – Grenada           | 3 – 0   | WK 2010 kwalificatie      | 6          | 0                                          | 0           |
| 7 augustus 2008   | Qinhuangdao, China           | Zuid-Korea – Kameroen          | 1 – 1   | Olympische Spelen 2008    | 1          | 0                                          | 1           |
| 13 augustus 2008  | Tianjin, China               | Ivoorkust – Australië          | 1 – 0   | Olympische Spelen 2008    | 2          | 0                                          | 0           |
| 16 augustus 2008  | Shanghai, China              | Argentinië – Nederland         | 2 – 1   | Olympische Spelen 2008    | 4          | 0                                          | 0           |
| 7 september 2008  | San Salvador, El Salvador    | El Salvador – Haïti            | 5 – 0   | WK 2010 kwalificatie      | 2          | 0                                          | 1           |
| 12 oktober 2008   | San Pedro Sula, Honduras     | Honduras – Canada              | 3 – 1   | WK 2010 kwalificatie      | 5          | 0                                          | 0           |
| 2 april 2009      | San José, Costa Rica         | Costa Rica – El Salvador       | 1 – 0   | WK 2010 kwalificatie      | 4          | 0                                          | 0           |
| 8 juli 2009       | Columbus, VS                 | Jamaica – Costa Rica           | 0 – 1   | Gold Cup 2009             | 1          | 0                                          | 1           |
| 11 november 2009  | San José, Costa Rica         | Costa Rica – Trinidad en T.    | 4 – 0   | WK 2010 kwalificatie      | 3          | 0                                          | 1           |
| 4 maart 2010      | Pasadena, VS                 | Nieuw-Zeeland – Mexico         | 0 – 2   | Vriendschappelijk         | 2          | 0                                          | 0           |
| 10 februari 2011  | Atlanta, VS                  | Mexico – Bosnië en Herz.       | 2 – 0   | Vriendschappelijk         | 3          | 0                                          | 0           |
| 10 juni 2011      | Charlotte, VS                | Costa Rica – El Salvador       | 1 – 1   | Gold Cup 2011             | 5          | 0                                          | 0           |
| 3 september 2011  | Toronto, Canada              | Canada – Saint Lucia           | 4 – 1   | WK 2014 kwalificatie      | 1          | 1                                          | 0           |
| 19 mei 2012       | Montego Bay, Jamaica         | Jamaica – Guyana               | 1 – 0   | Vriendschappelijk         | 2          | 0                                          | 0           |
| 9 juni 2012       | New Jersey, VS               | Argentinië – Brazilië          | 4 – 3   | Vriendschappelijk         | 5          | 0                                          | 2           |
| 16 augustus 2012  | Lauderhill, VS               | Canada – Trinidad en T.        | 2 – 0   | Vriendschappelijk         | 1          | 0                                          | 0           |
| 8 september 2012  | San Salvador, El Salvador    | El Salvador – Guyana           | 2 – 2   | WK 2014 kwalificatie      | 2          | 0                                          | 0           |
| 27 maart 2013     | Panama-Stad, Panama          | Panama – Honduras              | 2 – 0   | WK 2014 kwalificatie      | 0          | 0                                          | 0           |
| 11 juni 2013      | New York, VS                 | Spanje – Ierland               | 2 – 0   | Vriendschappelijk         | 2          | 0                                          | 0           |
| 13 juli 2013      | Miami, VS                    | Honduras – El Salvador         | 1 – 0   | Gold Cup 2013             | 3          | 0                                          | 0           |
| 10 september 2013 | Kingstown, Saint Vincent     | Jamaica – Costa Rica           | 1 – 1   | WK 2014 kwalificatie      | 0          | 0                                          | 0           |
| 10 oktober 2013   | San Pedro Sula, Honduras     | Honduras – Costa Rica          | 1 – 0   | WK 2014 kwalificatie      | 1          | 0                                          | 0           |
| 30 mei 2014       | Saint Louis, VS              | Bosnië en Her. – Ivoorkust     | 2 – 1   | Vriendschappelijk         | 3          | 0                                          | 0           |
| 4 juni 2014       | Miami Gardens, VS            | Ecuador – Engeland             | 2 – 2   | Vriendschappelijk         | 0          | 0                                          | 2           |
| 19 januari 2015   | Orlando, VS                  | Canada – IJsland               | 1 – 1   | Vriendschappelijk         | 5          | 0                                          | 0           |
| 11 juli 2015      | Houston, VS                  | Costa Rica – El Salvador       | 1 – 1   | Gold Cup 2015             | 6          | 0                                          | 0           |
| 11 februari 2016  | Miami, VS                    | Mexico – Senegal               | 2 – 0   | Vriendschappelijk         | 3          | 0                                          | 0           |
| 25 maart 2016     | Kingston, Jamaica            | Jamaica – Costa Rica           | 1 – 1   | WK 2018 kwalificatie      | 1          | 0                                          | 0           |
| 9 oktober 2016    | Nashville, VS                | Nieuw-Zeeland – Mexico         | 1 – 2   | Vriendschappelijk         | 0          | 0                                          | 0           |
| 15 november 2016  | San Pedro Sula, Honduras     | Honduras – Trinidad en T.      | 3 – 1   | WK 2018 kwalificatie      | 3          | 0                                          | 0           |
| 13 januari 2017   | Panama-Stad, Panama          | Costa Rica – El Salvador       | 0 – 0   | Copa Centroamericana 2017 | 0          | 0                                          | 0           |
| 17 januari 2017   | Panama-Stad, Panama          | Panama – Honduras              | 0 – 1   | Copa Centroamericana 2017 | 5          | 0                                          | 0           |
| 7 februari 2017   | Whitney, VS                  | Mexico – IJsland               | 1 – 0   | Vriendschappelijk         | 1          | 0                                          | 0           |
| 16 februari 2017  | Houston, VS                  | Honduras – Jamaica             | 0 – 1   | Vriendschappelijk         | 3          | 0                                          | 0           |
| 9 juni 2017       | San José, Costa Rica         | Costa Rica – Panama            | 0 – 0   | WK 2018 kwalificatie      | 4          | 0                                          | 1           |
| 16 juli 2017      | San Antonio, VS              | Jamaica – El Salvador          | 1 – 1   | Gold Cup 2017             | 2          | 0                                          | 0           |
| 1 februari 2018   | San Antonio, VS              | Mexico – Bosnië en Herzegovina | 1 – 0   | Vriendschappelijk         | 2          | 1                                          | 0           |
| 23 juni 2018      | Moskou, Rusland              | België – Tunesië               | 5 – 2   | WK 2018                   | 1          | 0                                          | 1           |
| 12 september 2018 | Washington, VS               | Brazilië – El Salvador         | 5 – 0   | Vriendschappelijk         | 4          | 0                                          | 0           |
| 23 maart 2019     | Harrison, VS                 | Peru – Paraguay                | 1 – 0   | Vriendschappelijk         | 2          | 0                                          | 0           |
| 18 juni 2019      | Kingston, Jamaica            | Jamaica – Honduras             | 3 – 2   | Gold Cup 2019             | 1          | 0                                          | 0           |
| 30 juni 2019      | Houston, VS                  | Haïti – Canada                 | 3 – 2   | Gold Cup 2019             | 2          | 0                                          | 0           |
| 6 september 2019  | Los Angeles, VS              | Chili – Argentinië             | 0 – 0   | Vriendschappelijk         | 10         | 0                                          | 0           |
| 11 september 2019 | Los Angeles, VS              | Peru – Brazilië                | 1 – 0   | Vriendschappelijk         | 2          | 0                                          | 0           |
| 16 november 2019  | Miami Gardens, VS            | Peru – Colombia                | 0 – 1   | Vriendschappelijk         | 5          | 0                                          | 0           |
| 12 juli 2021      | Frisco, VS                   | El Salvador – Guatemala        | 2 – 0   | Gold Cup 2021             | 1          | 0                                          | 0           |
| 21 juli 2021      | Houston, VS                  | Honduras – Qatar               | 0 – 2   | Gold Cup 2021             | 2          | 0                                          | 0           |
| 26 juli 2021      | Arlington, VS                | Costa Rica – Canada            | 0 – 2   | Gold Cup 2021             | 1          | 0                                          | 0           |
| 17 november 2021  | San José, Costa Rica         | Costa Rica – Honduras          | 2 – 1   | WK 2022 kwalificatie      | 1          | 0                                          | 0           |